# Haslach im Kinzigtal
Haslach im Kinzigtal (auf alemannisch Hâsle) ist eine Kleinstadt mit gut 7000 Einwohnern im Schwarzwald. Haslach liegt etwa 27 Kilometer südöstlich von Offenburg und 38 Kilometer nordöstlich von Freiburg im Breisgau. Die Stadt war bis zu dessen Auflösung im Jahre 1973 die größte Gemeinde des Landkreises Wolfach und gehört heute dem Ortenaukreis an.
Im Mittelalter war die Marktstadt im mittleren Kinzigtal bedeutend für den Silberbergbau der Region, was ihr einen Platz im Badnerlied einbrachte. Bereits im Jahre 1278 wurde ihr das Stadtrecht verliehen. Haslach ist das Zentrum einer Verwaltungsgemeinschaft mit mehr als 16.000 Einwohnern, zu der auch Fischerbach, Hofstetten, Mühlenbach und Steinach gehören.

## Geographie

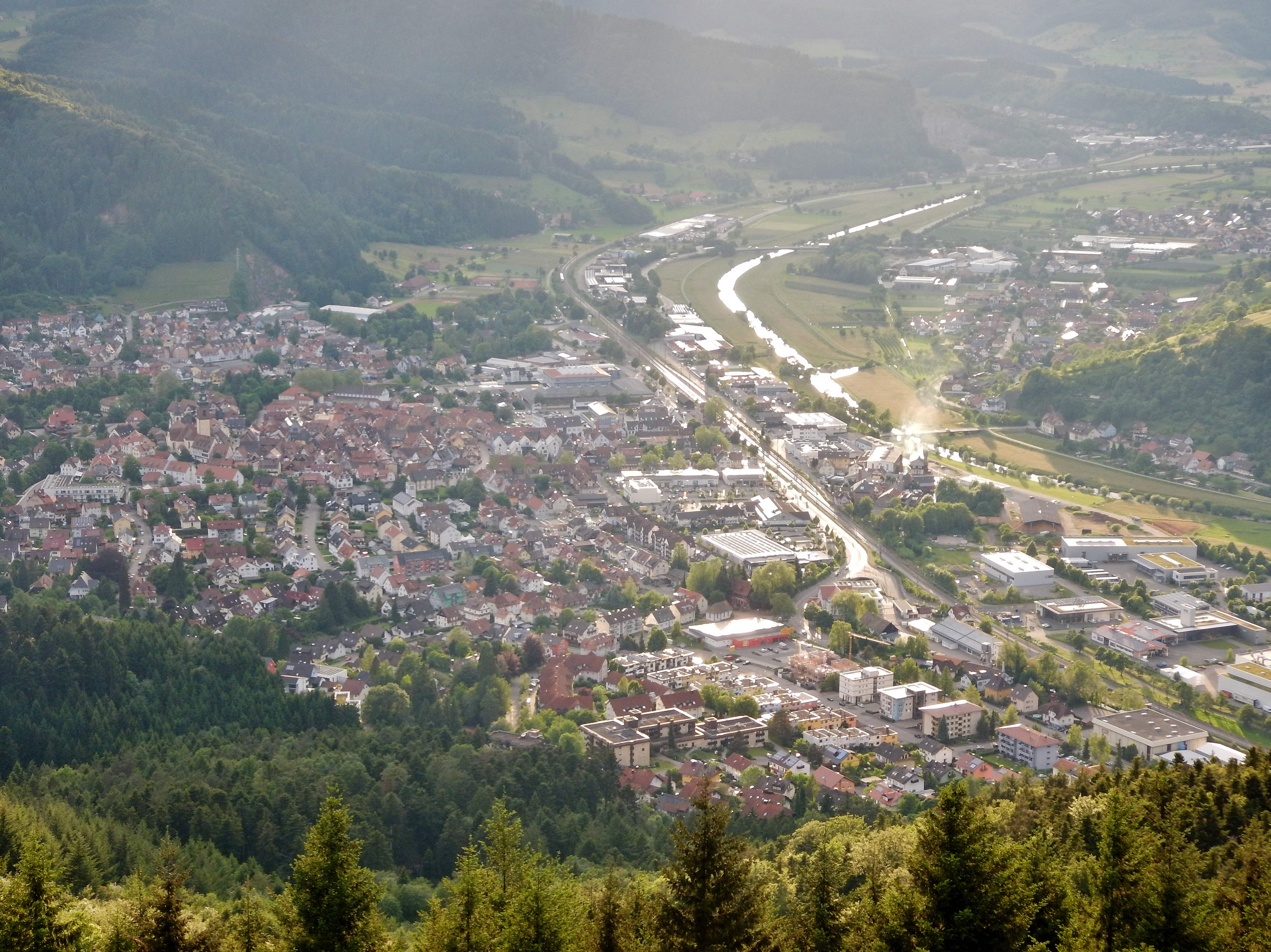
Blick vom Urenkopf nach Westen auf Haslach und das Kinzigtal

### Geographische Lage
Haslach liegt an der Stelle, wo das den Schwarzwald mittig nach Westen durchquerende tiefe Tal der Kinzig nach Nordwesten abknickt und hier nicht nur breiter wird, sondern fortan wiederholt von eher hügeligen und etwas dichter besiedelten Gebirgsteilen flankiert wird. Bei Haslach bilden das Kinzigtal, die von Süden einmündenden Täler von Mühlenbach und Hofstetter Talbach sowie das von Norden einmündende Bollenbachtal eine verkehrsgünstige Talspinne. 
Die Stadt liegt an den Bundesstraßen 33 und 294 sowie an der Schwarzwaldbahn.
Die nächsten größeren Städte sind Offenburg im Nordwesten, Villingen-Schwenningen im Südosten und Freiburg im Breisgau im Südwesten. Auf der französischen Rheinseite gegenüber der Kinzigmündung liegt als eine der „Hauptstädte Europas“ Straßburg.

### Nachbargemeinden
Die Stadt grenzt im Norden an die Stadt Zell am Harmersbach, im Osten an Fischerbach und die Stadt Hausach, im Süden an Mühlenbach und Hofstetten und im Westen an Steinach.

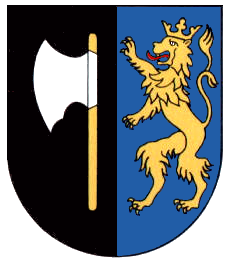
Bollenbach

### Stadtgliederung
Zur Stadt gehören neben dem Hauptort Haslach die beiden Stadtteile Schnellingen (1939 eingemeindet) und Bollenbach (1971 eingemeindet).
Zum Stadtteil Bollenbach gehören das Dorf Bollenbach und die Höfe Baberast, Dierlisberg, Grit, Heizenberg, Kienzlerhof, Vorderhof und Weber(Schilles)hof. Zum Stadtteil Haslach im Kinzigtal gehören die Stadt Haslach im Kinzigtal, der Stadtteil Schnellingen, das Gehöft Gaisbürde (Ebishöfe) und der Wohnplatz Stricker. Im Stadtteil Bollenbach lag die aufgegangene Ortschaft Welschbollenbach.

## Geschichte

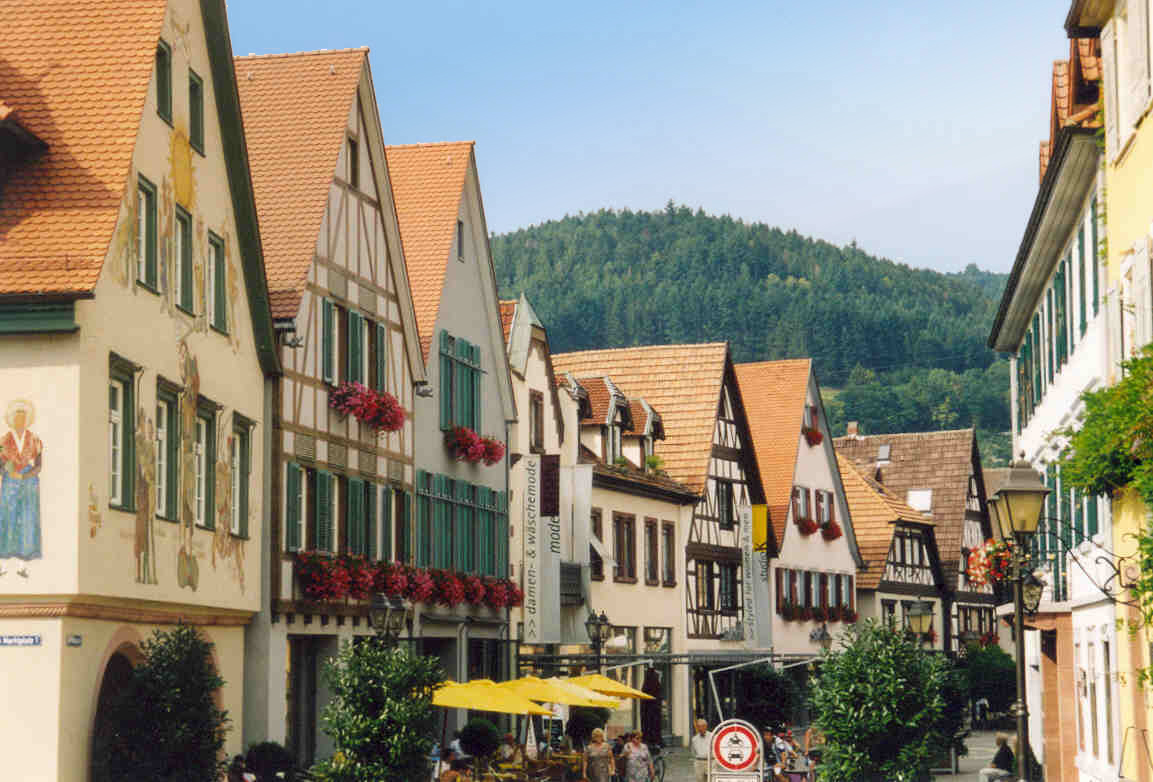
Stadtmitte

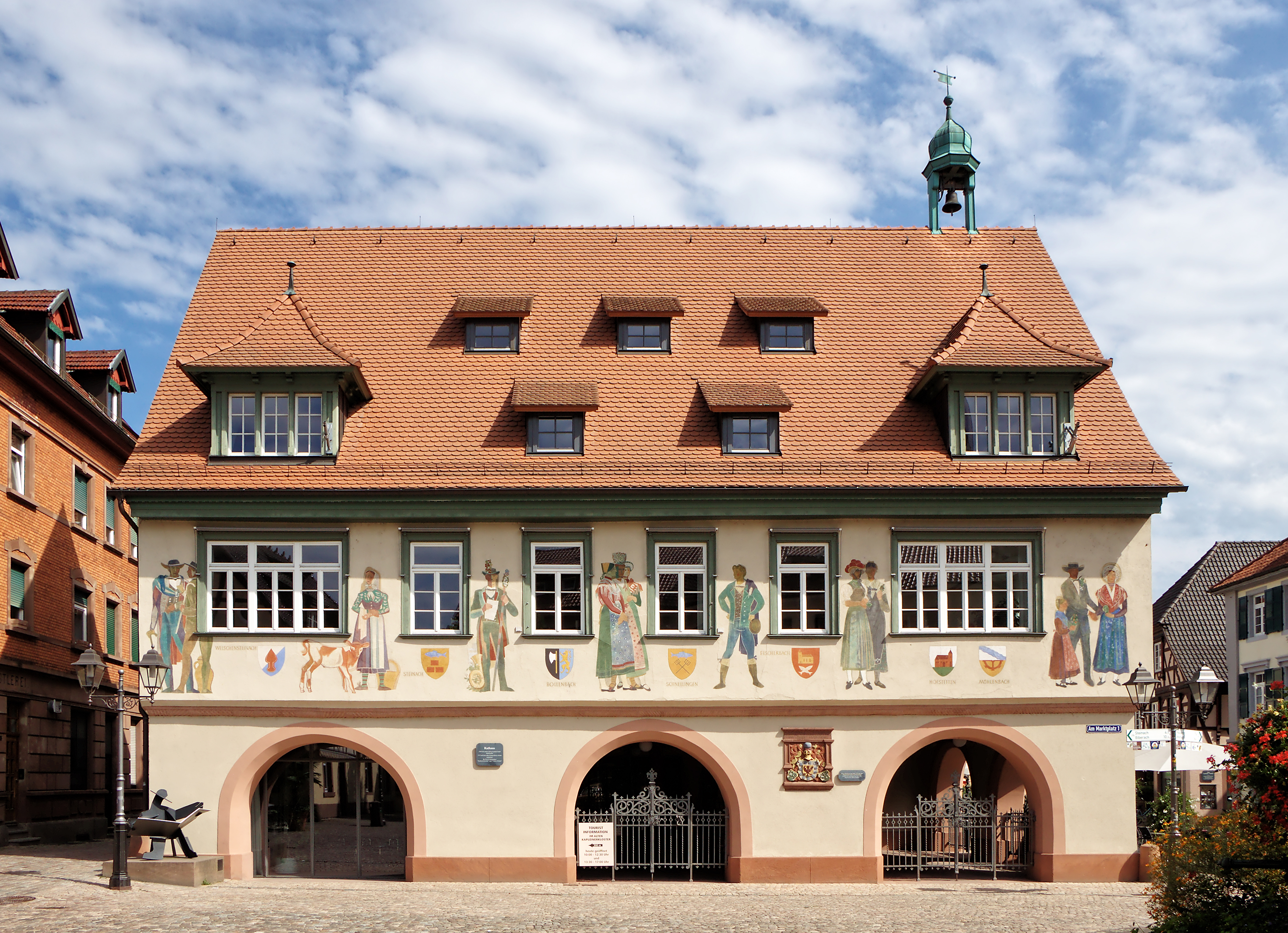
Rathaus

Haslach ist eine sehr alte Stadt. Römerzeitliche Funde (Keramikscherben, Altarstein, Römisches Grabrelief) lassen eine Besiedlung bereits zu Zeiten des Baus der Militärstraße durch das Kinzigtal (um 74 n. Chr.) vermuten. Bodenfunde deuten auf eine römische Straßenstation hin. Haslach war von den Zähringern im 11. Jahrhundert als Marktstadt und Zentrum des lokalen Silberbergbaus gegründet worden. Der Bergbau erlebte unter der Herrschaft der Fürstenberger (Ersterwähnung des Ortes 1240) einen enormen Aufschwung, Haslach war Sitz eines Bergrichters, der 400 Stollen und Schächte des Kinzigtals verwaltete. 1241 war Haslach in der staufischen Reichssteuerliste mit dem vergleichsweise hohen Betrag von 40 Mark Silber eingetragen, die Erhebung zur Stadt erfolgte 1278.
Ab 1500 lag die Stadt im Schwäbischen Reichskreis. Nach dem Niedergang des Silberbergbaus im 16. Jahrhundert entwickelte sich Haslach als Amts- und Marktstadt weiter.
Als Sitz eines fürstenbergischen Amtes bekam Haslach die Schrecken des Dreißigjährigen Krieges zu spüren. Am 6. September 1632 wurde die Herrschaft Haslach von württembergischen Truppen angegriffen, als diese auf dem Feldzug gegen Offenburg die Stadt passierten. Dabei eroberten sie die Orte Hausach und Haslach, mussten aber dann wieder abziehen. Im August 1633 kam die Herrschaft Haslach an den württembergischen Obristen Bernhard Schaffalitzky von Muckadell. Erst nach der Schlacht bei Nördlingen im September 1634 fiel die Herrschaft Haslach wieder an die Grafen zu Fürstenberg zurück.
Im Spanischen Erbfolgekrieg wurde Haslach 1704 komplett niedergebrannt. Am mittelalterlichen Grundriss der Stadt orientiert, entstanden daraufhin vergleichsweise moderne Fachwerkbauten in süddeutscher, barocker Abzimmerung. Nach Bildung des Kurfürstentums Baden 1803 wurde Haslach Sitz des gleichnamigen Bezirksamtes. Als dieses 1857 aufgelöst wurde, kam die Stadt zum Bezirksamt Wolfach, aus dem 1939 der Landkreis Wolfach wurde.
In den letzten Monaten des Zweiten Weltkriegs bestanden in der Nähe der Stadt, am Vulkan, zwei Außenlager des KZ Natzweiler-Struthof und ein Außenlager des Sicherungslagers Schirmeck-Vorbruck. Grund für die Einrichtung des Lagers war die Verlagerung von Produktionsstätten mehrerer Rüstungsbetriebe in die bombensicheren Bergwerksstollen der Hartsteinwerke Vulkan. In dem Lager wurden etwa 1.700 Häftlinge aus 19 Ländern unter quälenden Bedingungen zur Zwangsarbeit gezwungen. Hunderte von Häftlingen überlebten ihren Aufenthalt nicht. Am 28. April 1948 wurden diese Stollen gesprengt, was auch von seismischen Stationen registriert wurde. Erst im Jahre 1998 wurde die „Gedenkstätte Vulkan“ eingeweiht, die an diese Zeit erinnert.
Den Namenszusatz im Kinzigtal führt die Gemeinde seit dem 22. November 1962. Am 1. Dezember 1971 wurde die bis dahin selbstständige Gemeinde Bollenbach eingemeindet. 1973 wurden der Landkreis Wolfach aufgelöst und Haslach in den Ortenaukreis eingegliedert.

## Demographie
Einwohnerzahlen nach dem jeweiligen Gebietsstand.
| Jahr | Einwohnerzahl |
| ---- | ------------- |
| 1834 | 1.677         |
| 1885 | 1.797         |
| 1939 | 3.537         |
| 1961 | 5.189         |
| 1970 | 5.638         |
| 2011 | 6.946         |
| 2022 | 7.202         |

## Politik

### Verwaltungsgemeinschaft
Haslach ist Sitz einer Vereinbarten Verwaltungsgemeinschaft, der die Gemeinden Fischerbach, Hofstetten, Mühlenbach und Steinach angehören. In einer weiteren zentralörtlichen Funktion ist es Standortgemeinde des lokalen Notariats.

### Stadtoberhaupt
Stadtoberhaupt ist der Bürgermeister, der für acht Jahre von allen wahlberechtigten Einwohnern Haslachs gewählt wird. Bei der Bürgermeisterwahl am 16. März 2025 setzte sich Armin Hansmann im ersten Wahlgang mit 59,96 % der Stimmen gegen Amtsinhaber Philipp Saar durch. Hansmann trat das Amt am 1. Juni 2025 an.

#### Amtsträger seit 1945
- 1945–1946: Julius Münzer
- 1946–1948: Josef Haberstroh
- 1948–1957: Fritz Kölmel
- 1957–1985: Josef Rau
- 1985–2017: Heinz Winkler
- 2017–2025: Philipp Saar
- seit 2025: Armin Hansmann

### Gemeinderat
Der Gemeinderat besteht aus 18 Sitzen. Die Kommunalwahlen vom 9. Juni 2024 brachten folgendes Ergebnis:
| Partei/Wählervereinigung | 2024    | 2024   | 2019    | 2019   |
| Partei/Wählervereinigung | Stimmen | Sitze  | Stimmen | Sitze  |
| ------------------------ | ------- | ------ | ------- | ------ |
| Freie Wähler             | 36,4 %  | 6      | 31,2 %  | 6      |
| CDU                      | 32,5 %  | 6      | 31,5 %  | 6      |
| GRÜNE                    | 15,8 %  | 3      | 24,8 %  | 4      |
| Liste Haslach Lebenswert | 8,6 %   | 2      | --      | --     |
| SPD                      | 5,6 %   | 1      | 12,5 %  | 2      |
| FDP                      | 1,1 %   | --     | --      | --     |
| Wahlbeteiligung          | 67,2 %  | 67,2 % | 64,2 %  | 64,2 % |

Für Bollenbach besteht ein eigener Ortschaftsrat.

### Wappen
Die Blasonierung des Wappens von Haslach im Kinzigtal lautet: „In Silber auf grünem Dreiberg ein grüner Haselstrauch.“

### Städtepartnerschaft
Haslach im Kinzigtal unterhält seit 1969 mit der französischen Stadt Lagny-sur-Marne in der Region Île-de-France eine Städtepartnerschaft.

## Kultur und Sehenswürdigkeiten

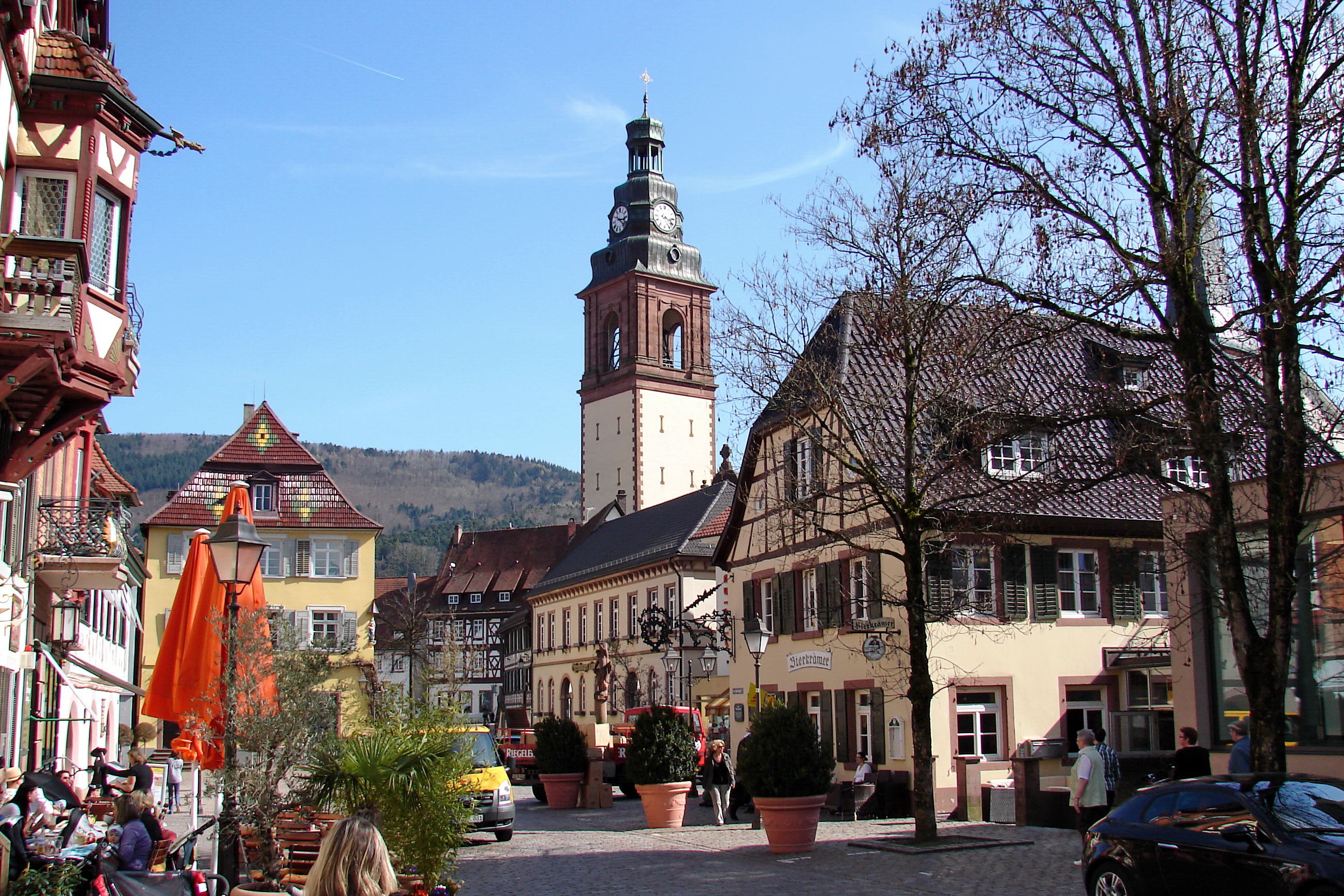
Altstadt mit St. Arbogast

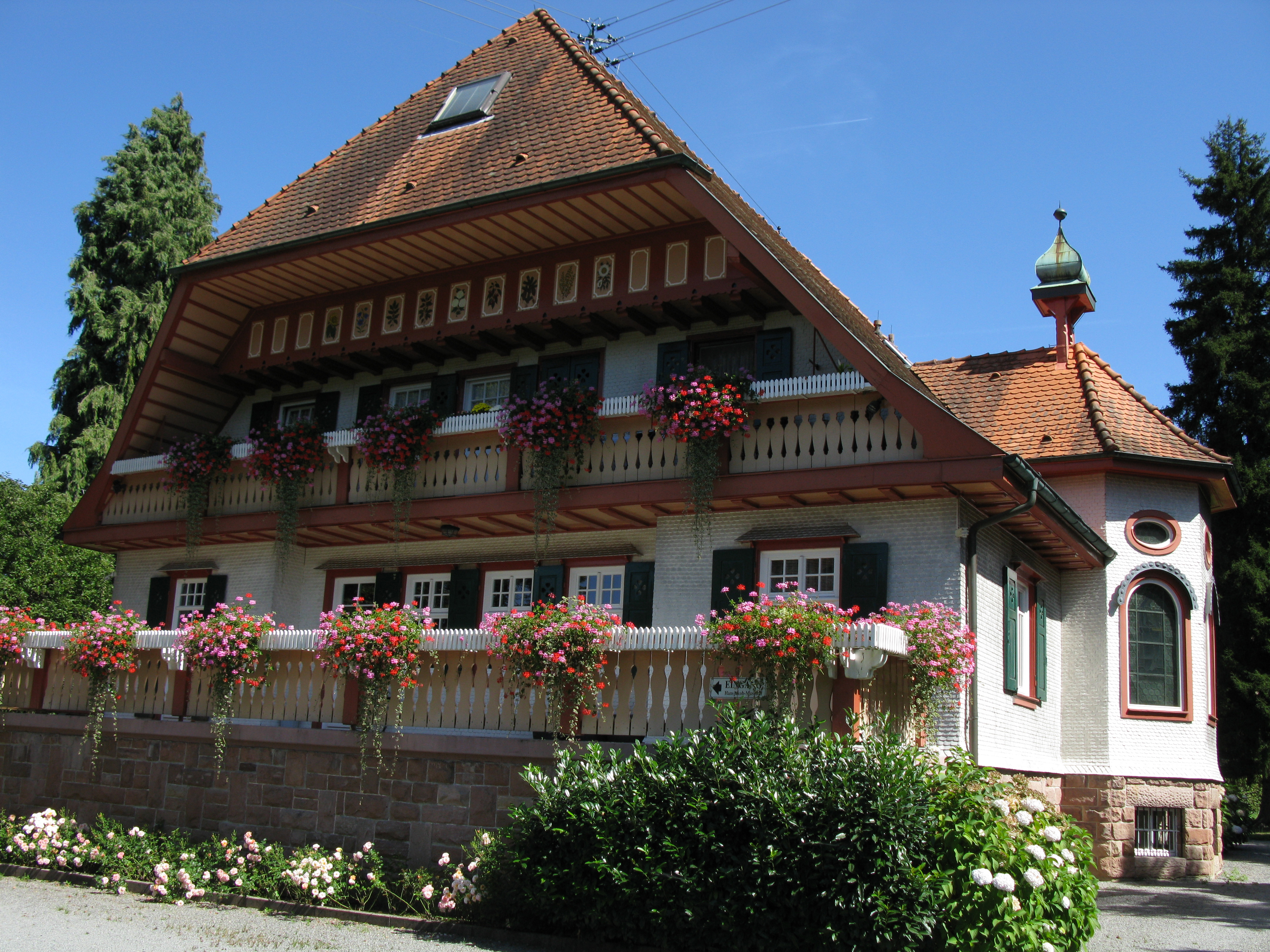
Hansjakob-Museum im Freihof

### Sehenswürdigkeiten
Die Haslacher Altstadt wurde 1978 als Gesamtanlage unter Ensembleschutz (Denkmalschutz des Landes Baden-Württemberg) gestellt. Seit dem Jahre 2001 ist die Stadt ein Ort am südlichen Zweig der Deutschen Fachwerkstraße (Neckar – Schwarzwald – Bodensee).
Die katholische Pfarrkirche St. Arbogast vereinigt gotische, frühklassizistische und neoklassizistische Elemente.
Bedeutende Baudenkmäler sind auch das Rathaus (18. Jh. und 2002), das Geburtshaus von Heinrich Hansjakob und das ehemalige Kapuzinerkloster.

### Außerhalb der Altstadt
Seit November 2014 steht auf dem Urenkopf (554,9 m ü. NHN, Hausberg der Stadt) ein rund 34 Meter hoher Aussichtsturm (Urenkopfturm), der als Stahl-Holz-Konstruktion ausgeführt wurde.

### Religionen
Seit der römisch-katholischen Dekanatsreform am 1. Januar 2008 gehört Haslach und die St. Arbogast-Kirche zum Dekanat Offenburg-Kinzigtal und gehört zudem zur Seelsorgeeinheit Haslach.

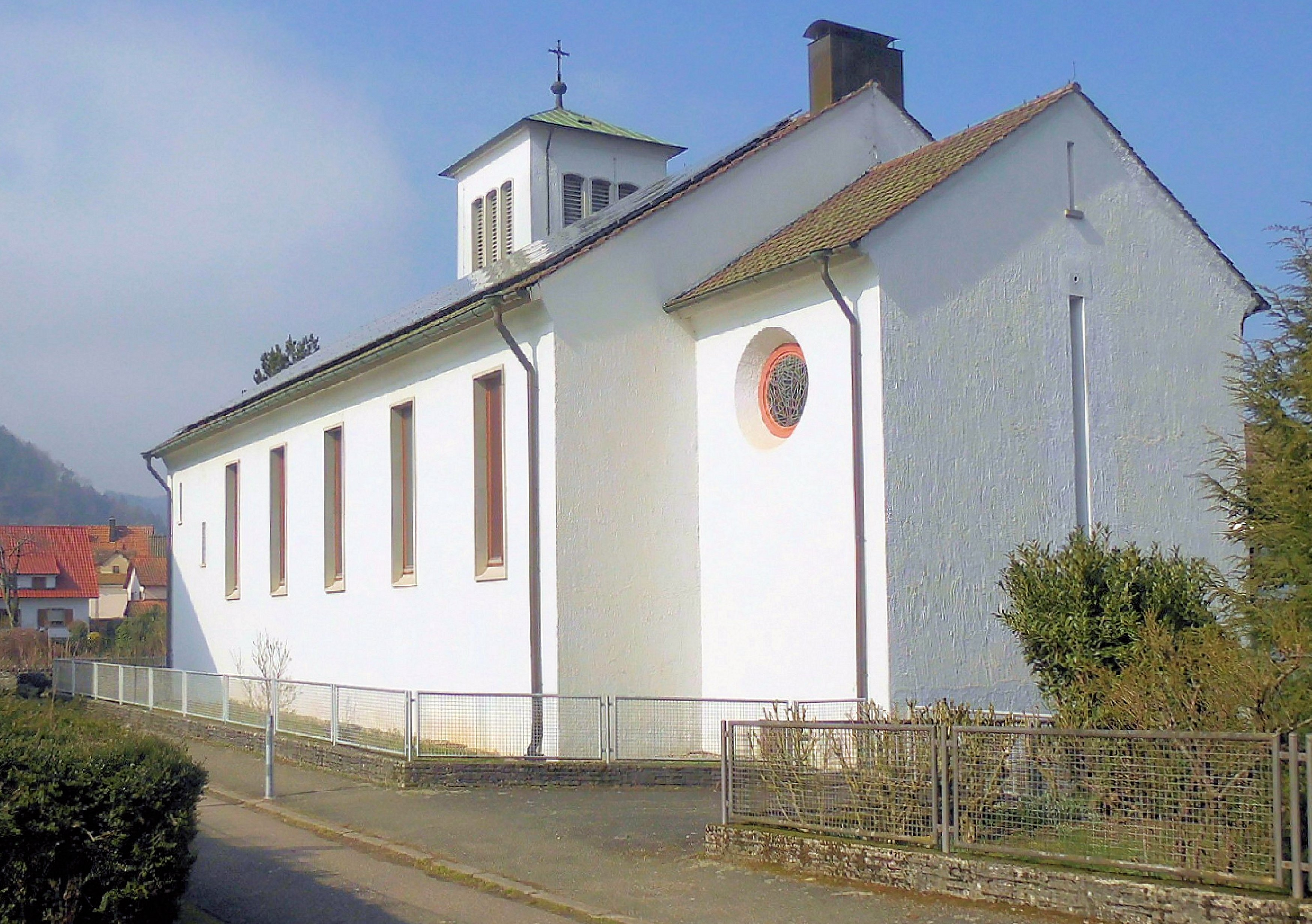
Evangelische Kirche Haslach
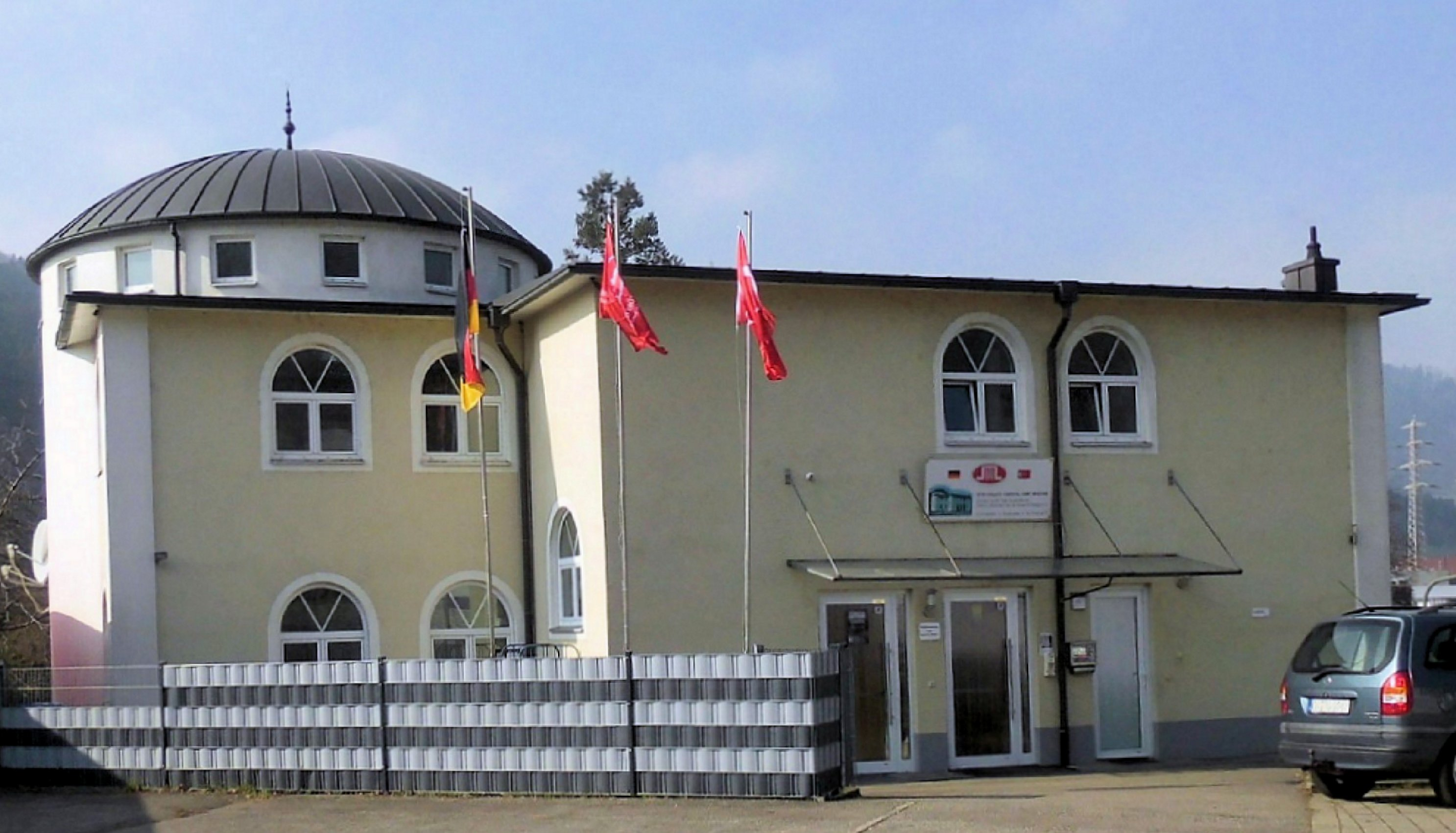
Moschee Haslach
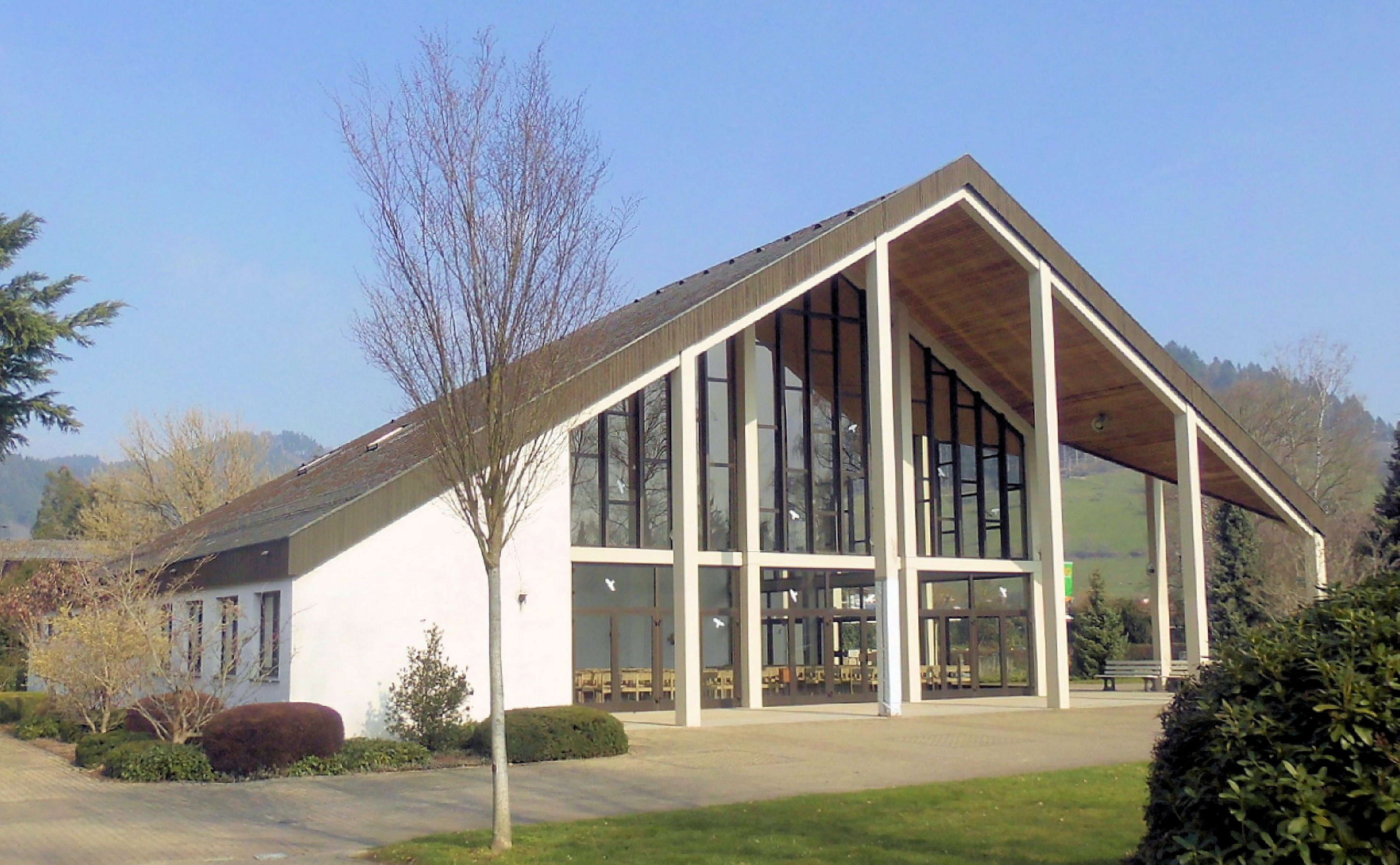
Friedhofskapelle
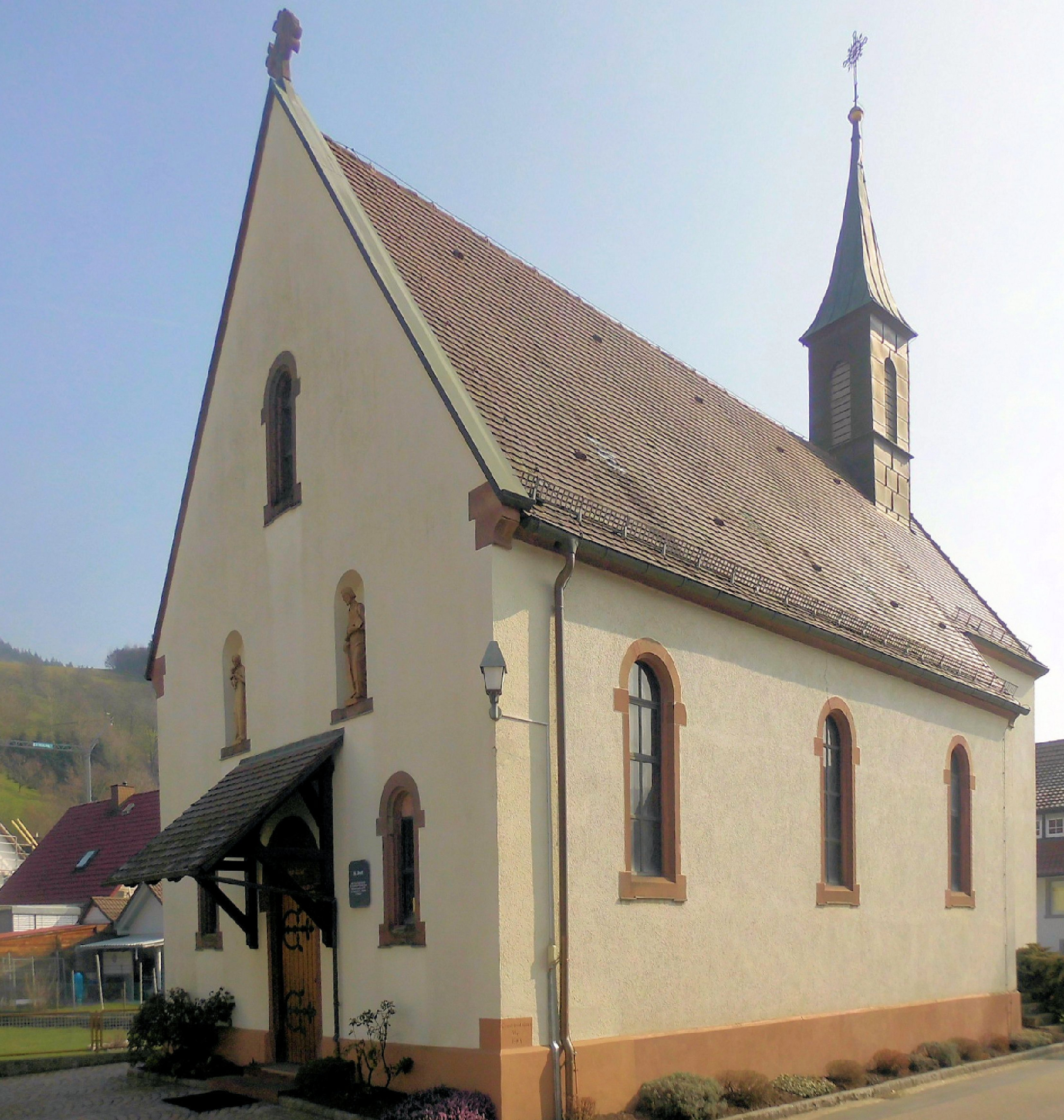
Kapelle St. Josef im Ortsteil Bollenbach

### Museen
- Schwarzwälder Trachtenmuseum im alten Kapuzinerkloster Haslach
- Museum Freihof mit Hansjakob-Museum
- Besucherbergwerk Segen Gottes, ein ehemaliges Silberbergwerk

### Gedenkstätten
- Eine Gedenktafel an der Markthalle erinnert an die Opfer aus den KZ-Außenlagern Haslach der Sicherungslager Schirmeck-Vorbruck und KZ Natzweiler-Struthof, die während der NS-Diktatur Opfer von Zwangsarbeit wurden.
- Im Außenbereich von Haslach, Richtung Freiburg, befindet sich die „Gedenkstätte Vulkan“, die an die Opfer der Außenlager erinnert, wobei der „Vulkan“ selbst ein solches war (48° 15′ 49,4″ N, 8° 6′ 37″ O).
- Ein Ehrengrab mit Gedenkstein auf dem Ortsfriedhof erinnert seit 1954 an die 75 nicht identifizierten KZ-Häftlinge, die dort nach Umbettung begraben sind. Die Mehrzahl der 223 toten Häftlingen der KZ-Außenlager Haslach wurden nach dem Krieg in ihre Heimatländer überführt.[12]
- Auf dem Gefallenendenkmal am Kloster Haslach befinden sich auch die Namen von vier jüdischen Bürgern, die Opfer der Shoa wurden.
- Seit 2010 wurden in Haslach 13 Stolpersteine verlegt.[12][13]
- Ein Gedenkstein am Bächlewald zwischen Haslach und Hofstetten erinnert an den polnischen Zwangsarbeiter Jan Ciechanowski, der hier erhängt wurde wegen eines Liebesverhältnisses mit einer deutschen Frau.[12][Anm. 1]

### Brauchtum

#### Fasent

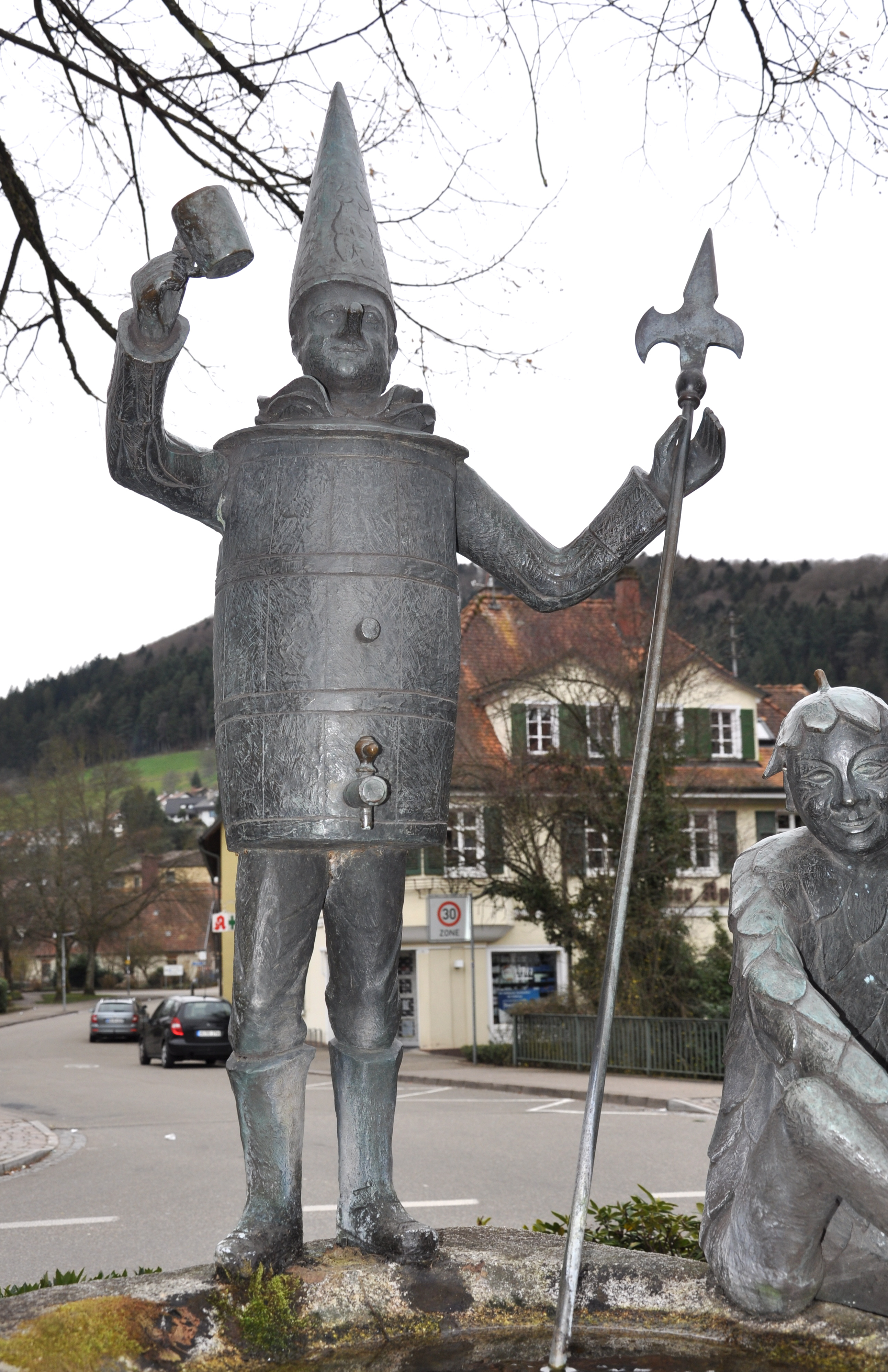
Ranzengardist (eine der Brunnenfiguren des Narrenbrunnens in Haslach)

Die Haslacher Fasent ist Teil der schwäbisch-alemannischen Fastnacht. Ihre Ursprünge gehen wohl bis ins Mittelalter zurück, auch wenn das genaue Alter nicht dokumentiert ist. Gesichert ist, dass die Fastnacht 1543 durch den Grafen Wilhelm von Fürstenberg verboten wurde und erst im 18. Jahrhundert wieder legalisiert wurde.
Die Haslacher Narrenzunft wurde 1860 gegründet und ist Mitglied der Vereinigung Schwäbisch-Alemannischer Narrenzünfte (VSAN). Wichtigste Fastnachtsgestalten sind die Ranzengardisten, die bereits seit 1876 Teil der Veranstaltungen sind, die Haselnarros, welche erstmals 1965 in Erscheinung traten und die Schellenhansel, die 1995 eingeführt wurden. Ebenfalls von Bedeutung sind die Hemdglunker, die ein weißes Nachthemd sowie ein rotes Halstuch mit einer Brezel tragen. Ihr Ursprung geht bis in die Zeit um das Jahr 1900 zurück. Haslach zählt zu den wenigen Städten, in denen zur Fastnacht noch das „Kleppern“ ausgeübt wird.
Seit 2010 gibt es in Haslach außerdem die freie Narrenzunft GischtGeischtHexe, die keiner Narrenvereinigung angehört. Zu ihr gehören die Narrenfiguren Hexe und Geist.
Aus dem Stadtteil Bollenbach stammt der 1992 gegründete Narrenverein Bollenbach mit der Narrenfigur Ruhmattenschimmel.

#### Storchentag

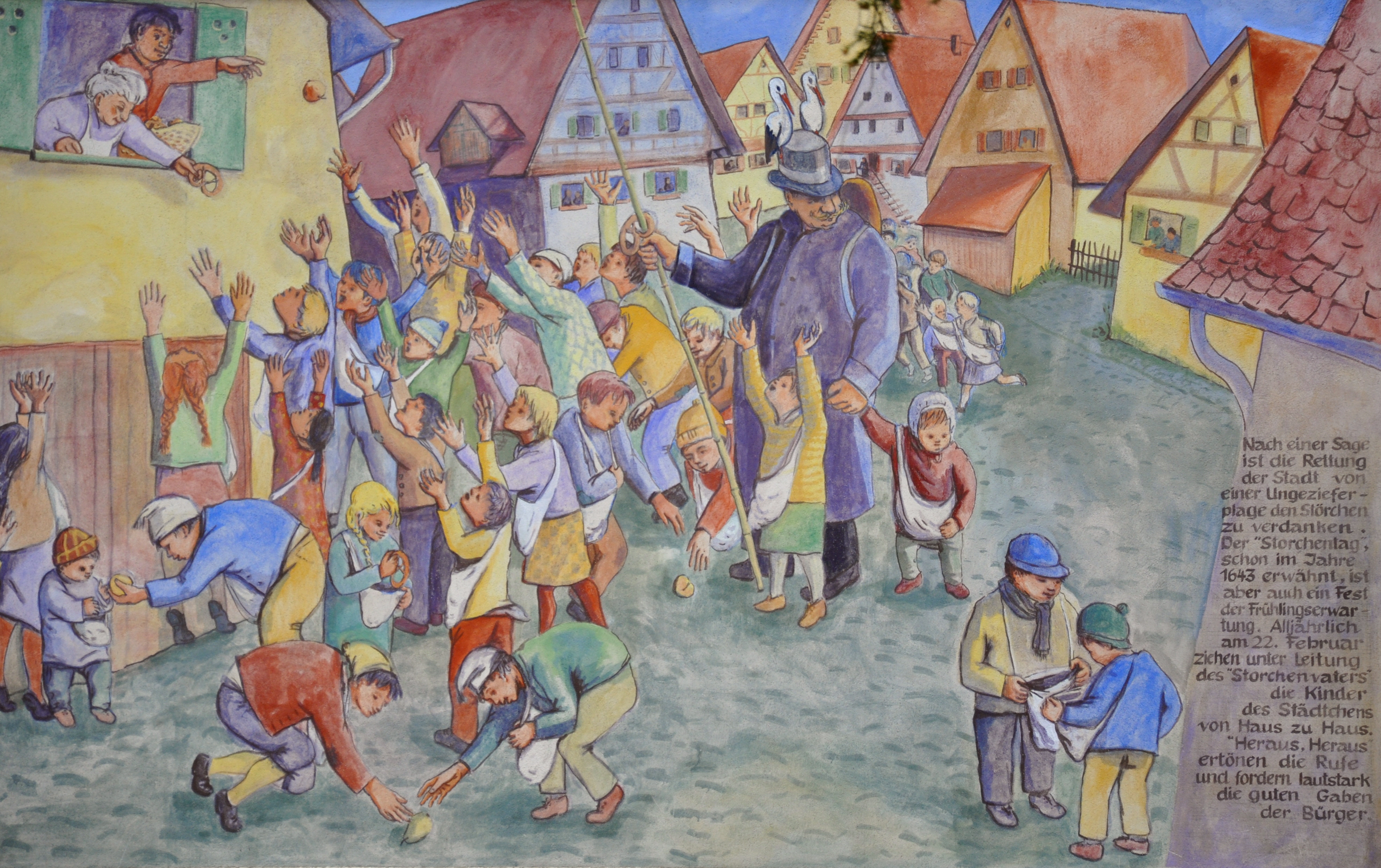
Wandbild zum Storchentag

Jedes Jahr am 22. Februar wird in Haslach der Storchentag begangen. An diesem Tag folgt eine Kinderschar dem Storchenvater, der einen schwarzen Zylinderhut mit zwei Pappstörchen trägt, durch die Stadt. Mit dem Ruf „Heraus, Heraus!“ fordern sie die Bürger auf, ihnen Süßigkeiten, Obst und Laugenbrezeln zu schenken.

### Vereine
- Ältester bestehender Verein ist die Kolpingsfamilie Haslach. Sie wurde im Jahr 1859 gegründet.
- Seit 1864 besteht der Turnverein Haslach, in dem neben Turnern auch Leichtathleten und Tanzsportler organisiert sind.
- Der Fußballverein SV Haslach wurde 1911 gegründet.
- Im Jahr 1968 wurde im Ortsteil Bollenbach (damals noch eigenständige Gemeinde) der Verschönerungsverein Bollenbach gegründet, der seitdem einen Pavillon, eine Brunnenanlage, einen Waldspielplatz und eine Grill- und Schutzhütte errichtet hat.
- Die Historische Bürgerwehr wurde 1990 wieder ins Leben gerufen.
- Haslach ist Sitz des Kunstvereins Mittleres Kinzigtal
- Seit langem besitzt es auch eine Ortsgruppe des Schwarzwaldvereins.

## Wirtschaft und Infrastruktur

### Verkehr und Tourismus
Seit dem Bau der Schwarzwaldbahn 1866 ist Haslach an das Bahnnetz angeschlossen. Die zunächst eingleisige Strecke wurde 1887 zweigleisig ausgebaut. Heute halten am Bahnhof Haslach die Regional-Express-Züge der Relation Karlsruhe–Konstanz und die Züge der SWEG Offenburg–Freudenstadt Hbf. Zudem verkehren in Haslach Buslinien der Südwestbus AG (Tochtergesellschaft der DB) und SBG (Südbaden-Bus-Gesellschaft). Der öffentliche Personennahverkehr der Stadt ist in den Tarifverbund Ortenau eingegliedert.
Ein Fahrzeug der Ortenau-S-Bahn trägt den Namen Haslach.
Haslach ist durch die Bundesstraßen 33 (Willstätt–Ravensburg) und 294 (Bretten–Freiburg im Breisgau) an das überregionale Straßennetz angebunden.

#### Radwege
Durch Alltagsrouten aus dem Radnetz Baden-Württemberg ist Haslach 
- über Steinach, Biberach und Gengenbach mit Offenburg,
- über Hausach mit Wolfach und mit Hornberg und
- mit Mühlenbach verbunden. Die geplante Weiterführung von Mühlenbach nach Elzach („Zielnetz“) besteht noch nicht.

Durch Haslach verläuft als Landes-Radfernweg der Naturpark-Radweg Schwarzwald Mitte/Nord. Er führt rund um selbigen Naturpark. Er verläuft dabei von Freudenstadt über Wolfach nach Haslach und weiter über Gengenbach nach Offenburg durch das Kinzigtal (Kinzigtalradweg).

### Medien

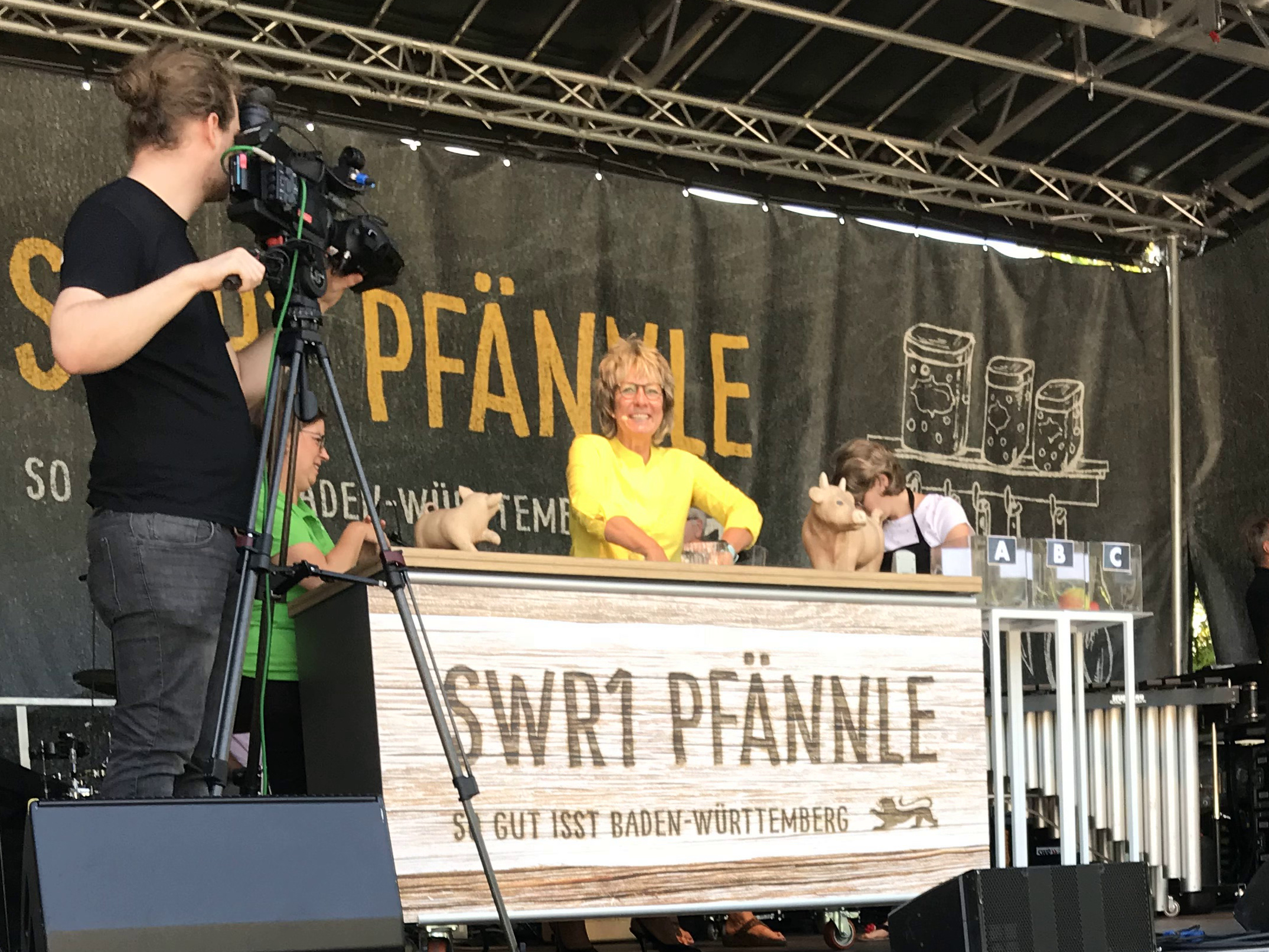
SWR1 Pfännle am 9. September 2018

Die Tageszeitungen Offenburger Tageblatt und Schwarzwälder Bote enthalten einen Haslacher Lokalteil. Die Stadt veröffentlicht jeden Freitag gemeinsam mit den Gemeinden Fischerbach, Hofstetten, Mühlenbach und Steinach das Bürgerblatt mit amtlichen Bekanntmachungen sowie Ankündigungen lokaler Organisationen.
Der Sendemast des Schwarzwaldradios (Funkhaus Ortenau) steht auf der Gemarkung Haslach. Das Schwarzwaldradio berichtet tagtäglich aus dem Kinzigtal.
Am 9. September 2018 fand das SWR1 Pfännle auf dem Gelände des alten Kapuzinerklosters statt. Es trat der Südwestrundfunk mit mehreren Attraktionen auf. Es fanden eine Schmeck den Süden-Gastromeile und ein Familien-Frühstück statt. Ein Bauern- und Erzeugermarkt sowie weitere Sehenswürdigkeiten waren auf dem Gelände.

### Bildung
Das 1963 errichtete Schulzentrum Haslach umfasst eine Grundschule, eine Hauptschule, die Heinrich-Hansjakob-Realschule, eine Förderschule und die Brüder-Grimm-Sprachheilschule. Außerhalb des Schulzentrums gibt es mit der Carl-Sandhaas-Schule eine Bildungseinrichtung für geistig behinderte Schüler. Dazu bestehen zwei römisch-katholische Kindergärten (Stadtkindergarten Haslach und „Arche Noah“ Bollenbach) und ein privat betriebener Waldkindergarten, der seit 2019 auch die Kinderkrippe „Gassenhüpfer“ betreibt.

## Religionen

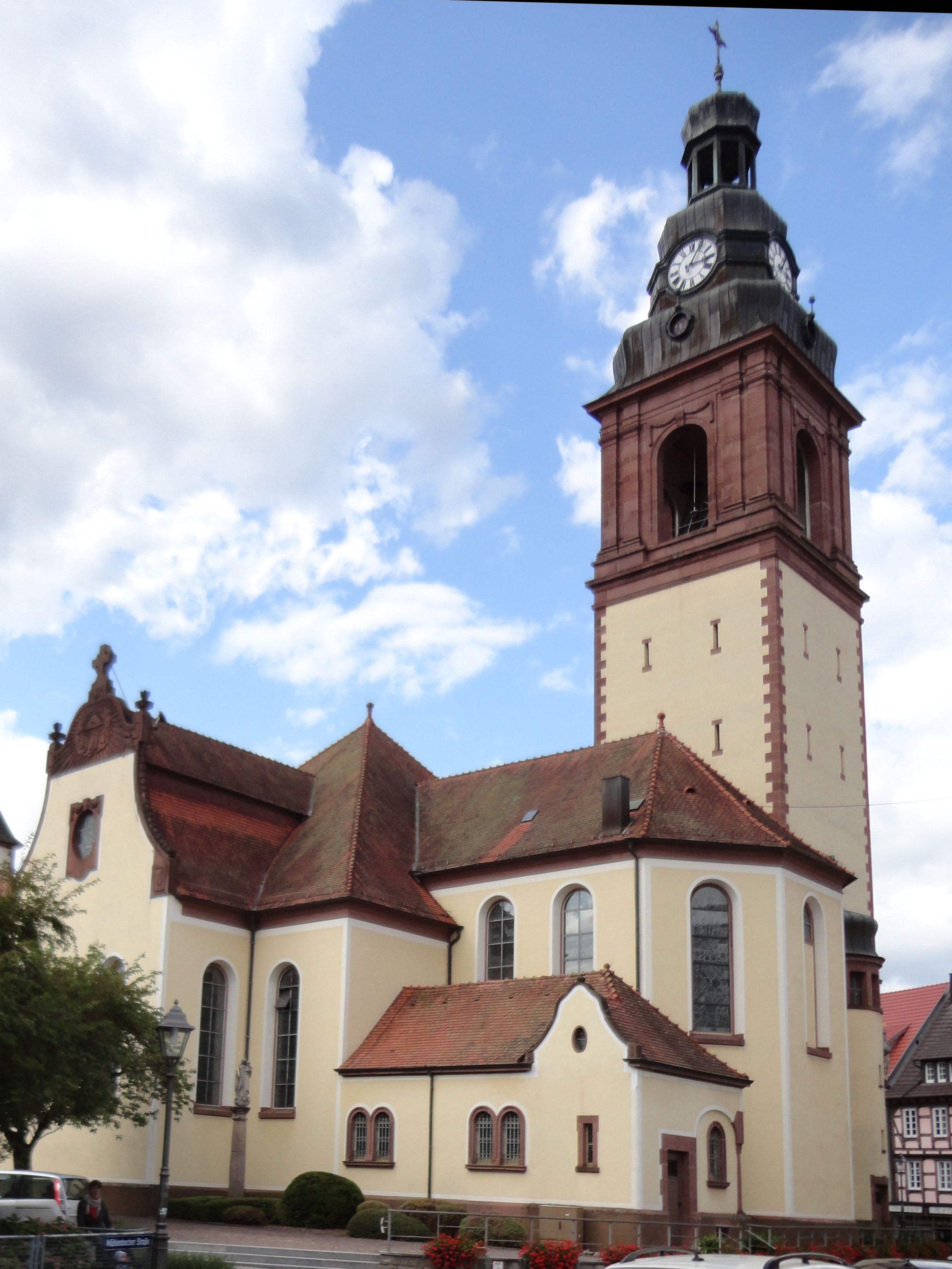
Kath. Kirche St. Arbogast

Zwischen 1630 und 1823 befand sich in Haslach ein Kapuzinerkloster. Die Gebäude sind heute noch weitgehend unverändert erhalten.
Folgende Kirchen und Religionsgemeinschaften sind in Haslach vertreten:
- Katholische Pfarrgemeinde St. Arbogast
- Evangelische Kirchengemeinde Haslach
- Freie Christengemeinde (Freikirchliche Pfingstgemeinde)
- Freikirche der Siebenten-Tags-Adventisten
- Neuapostolische Kirche Haslach
- Jehovas Zeugen
- Diyanet Türkisch-Islamischer Kulturverein e. V. Haslach

## Persönlichkeiten

### Ehrenbürger
Die Stadt Haslach hat folgenden Personen das Ehrenbürgerrecht verliehen:
- Heinrich Hansjakob (1837–1916), katholischer Pfarrer, Heimatschriftsteller, Historiker und Politiker
- Paul von Hindenburg (1847–1934), Reichspräsident
- Johann Karl Kempf (1853–1934), Heimathistoriker
- Josef Haberstroh (1883–1960), Bürgermeister
- Karl Hansjakob (1876–1963), Färbermeister
- Franz Schmider (1884–1974), Heimathistoriker
- Paul Thoma (1894–1971), Stadtrat, stellvertretender Bürgermeister
- August Vetter (1888–1976), katholischer Stadtpfarrer, Geistlicher Rat
- Josef Rau (1921–1994), Bürgermeister
- Alfred Behr (1924–2004), katholischer Stadtpfarrer
- Manfred Hildenbrand (1935–2017), Heimathistoriker
- Horst Prinzbach (1931–2012), Chemiker, Gründer der Prinzbach-Kultur-Stiftung
- Heinz Winkler (* 1954), Bürgermeister

Der früher selbständige Stadtteil Bollenbach hat zwei Personen zu Ehrenbürgern ernannt:
- Andreas Moßmann (1881–1957), Landwirt, Gemeinderat
- Karl Laumont (1899–1988), Schulleiter

Von 1933 bis 1946 waren auch Adolf Hitler und der badische Gauleiter Robert Wagner Ehrenbürger von Haslach.

### Söhne und Töchter der Stadt
- Josef Sandhaas (1784–1827), Maler für die großherzogliche badische Familie in Karlsruhe und später als Hessen-Darmstädtischer Großherzoglicher Hof- und Theatermaler in Darmstadt
- Julius Allgeyer (1829–1900), Kupferstecher, Fotograf und Schriftsteller
- Heinrich Hansjakob (1837–1916), katholischer Priester, Politiker und Heimatschriftsteller
- Friedrich Schaettgen (1846–1911), Unternehmer, Reichstags- und Landtagsabgeordneter
- Otto Laible (1898–1962), Maler
- Ernst Engelberg (1909–2010), Historiker
- Bruno Lenz (1911–2006), Maler und Violinist sowie stellvertretender Konzertmeister im Symphonieorchester des Bayerischen Rundfunks
- Andreas Engermann (Pseudonym von Walter Düpmann) (1919–1995), Pädagoge und Autor
- Walter Kern (1922–2007), deutsch-österreichischer Fundamentaltheologe
- Horst Prinzbach (1931–2012), Chemiker und emeritierter Professor der Universität Lausanne sowie der Albert-Ludwigs-Universität Freiburg
- Klaus Reinhardt (1935–2014), römisch-katholischer Geistlicher, Theologe und Ordinarius für Dogmatik und Dogmengeschichte in Trier
- Christa Altenstetter (* 1937), deutsch-amerikanische Politikwissenschaftlerin und Hochschullehrerin
- Xaver Paul Thoma (* 1953), Komponist, Bratschist und Musikpädagoge
- Herbert Maier (* 1959), Maler
- Georg Siegel (* 1962; vermisst seit 7. Dezember 2010), Schachspieler
- Ulrich Heimann (* 1964), Koch, mit einem Stern im Guide Michelin ausgezeichnet
- Liane Offermanns (* 1964), Politikerin (REP), ehemalige Landtagsabgeordnete
- Michael Geiger (* 1965), Tischtennisschiedsrichter und -funktionär
- Martin Herrmann (* 1966), Koch, mit zwei Sternen im Guide Michelin ausgezeichnet
- Marion Gentges (* 1971), Politikerin (CDU) und seit 2016 Landtagsabgeordnete
- Anita Schätzle (* 1981), Freistilringerin und Olympiateilnehmerin

### Weitere Persönlichkeiten, die mit der Stadt in Verbindung stehen
- Carl Friedrich Sandhaas (1801–1859), Maler, wuchs in Haslach auf und kehrte später dorthin zurück
- Eugen Klaussner (1906–1989), Unternehmer, gründete die Matratzenfabrik Hukla in Haslach
- Franz Ruschmann (1910–1942), Zeuge Jehovas und Widerstandskämpfer gegen den Nationalsozialismus
- Bernhard Eitel (* 1959), Geowissenschaftler und Rektor der Ruprecht-Karls-Universität in Heidelberg, wuchs in Haslach auf
- Gregor Bühler (* 1983), Politiker (CDU), Oberbürgermeister von Oberkirch, wuchs in Haslach auf
- Matthias Bühler (* 1986), Hürdenläufer, Weltmeisterschafts- und Olympiateilnehmer, lebt in Haslach